# Conus habui
Conus habui es una especie de gastrópodo del género Conus, perteneciente la familia Conidae.